# Edifici al carrer Major, 33 (la Pobla de Montornès)
L'Edifici al carrer Major, 33 és una obra de la Pobla de Montornès (Tarragonès) protegida com a Bé Cultural d'Interès Local.

## Descripció
L'edifici forma part del nucli històric de la població. Consta de planta baixa, i tres pisos, i està encaixat entre mitgeres. La planta baixa i el primer pis, que van ser seu d'entitats socials.
Té la tipologia de l'arquitectura autòctona i tradicional de la zona, amb arcades i les obertures estan remarcades amb pedra. Les dues plantes superiors són de construcció posterior, seguint dita composició tradicional.